# 忘れえぬ想い (セシリア・チャンのアルバム)
『忘れえぬ想い』（わすれえぬおもい、英語: Unforgettable Feelings）は、香港出身の歌手セシリア・チャンの日本における初の広東語のスタジオ・アルバム。
このアルバムは2006年1月15日にユニバーサルミュージックよりリリースされた。

## 解説
C1: 忘れえぬ想い (初回限定日本国内CD+VCD輸入盤, 映画「忘れえぬ想い」前売券付き) (日本語帯付き)は、香港政庁出身の女性シンガー セシリア・チャン の広東語4thアルバム。
知的で凛とした魅力を放つ香港人気女優セシリア・チャンが歌手としてカムバック、待望の新作が登場。大ヒット映画「忘れえぬ想い」の主題歌「忘れえぬ想い」を広東語と北京語の2バージョンで収録、そしてさらに「ニュースの女王」など新曲11曲を収録というファンにとってはお待ちかねの嬉しい内容。ボーナスVCDでは、「一人になりたい」などのミュージックビデオやメイキングを収録。

## 収録曲
| 1.        | 「ニュースの女王」                                                  | 陳少琪    | 謝杰         | 3:18      |           |       |
| 2.        | 「一人になりたい」                                                  | 陳少琪    | 謝杰         | 4:01      |           |       |
| 3.        | 「メリーゴーランド」                                                | 林夕      | 伍仲衡       | 3:45      |           |       |
| 4.        | 「捨て身で戦う」                                                    | 陳少琪    | 伍仲衡       | 3:15      |           |       |
| 5.        | 「勇気のある」                                                      | 陳少琪    | Edmond Tsang | 3:46      |           |       |
| 6.        | 「ピンからキリまで」                                                | 陳少琪    | 黃家強       | 3:37      |           |       |
| 7.        | 「忘れえぬ想い (映画「忘れえぬ想い」の主題歌)」                     | 陳少琪    | 金培達       | 3:51      |           |       |
| 8.        | 「一人になりたい(北京語バージョン)」(國)                            | 陳少琪    | 謝杰         | 3:04      |           |       |
| 9.        | 「桃の花(「メリーゴーランド」北京語バージョン)」(國)                | 林夕      | 伍仲衡       | 3:45      |           |       |
| 10.       | 「愛のカレッジ(「捨て身で戦う」北京語バージョン)」(國)              | 易家揚    | 伍仲衡       | 3:14      |           |       |
| 11.       | 「忘れえぬ想い (映画「忘れえぬ想い」の北京語バージョン主題歌)」(國) | 陳少琪    | 金培達       | 3:58      |           |       |
| 合計時間: | 合計時間:                                                           | 合計時間: | 合計時間:    | 合計時間: | 合計時間: | 39:41 |

| #  | タイトル                                       | 作詞 | 作曲・編曲 |
| -- | ---------------------------------------------- | ---- | ---------- |
| 1. | 「一人になりたい (ミュージック・ビデオ)」      |      |            |
| 2. | 「セシリア・チャン ミュージック・ビデオ 製作」 |      |            |
| 3. | 「メリーゴーランド (ミュージック・ビデオ)」    |      |            |